# إسحق لوريا
اسحق بن شلومو لوريا الاشكنازي (1534-1572) (بالعبرية: יִצְחָק בן שלמה לוּרְיָא אשכנזי) ويعرف ب«آري» (يعني: أسد)، «آري قادوش» (أسد مقدس) أو «آريزال» (اختصار ل«آري زِخرونو لِبراخا» يعني: آري ذكراه لِبركة). هو حبر ومتصوف يهودي عاش واشتهر ومات في صفد «الجليل» الفلسطينية أيام الدولة العثمانية. يعتبر لوريا المؤسس الحقيقي للقبالة (الكابالا) المعاصرة، ويشار لتعاليمه بالقبالة اللوريانية. بجله أتباعه وسجلوا تعاليمه الشفهية (التي لم تزد عن بضع قصائد، لكنها أثرت كثيرا في القبالة من بعده). مات لوريا في صفد الفلسطينية العثمانية (سنة 5332 عبرية) ودفن في المقبرة القديمة في صفد.

## حياته ودراساته
ولد لوريا في القدس سنة 1534 لأب أشكنازي وأم سفاردية. درس التوراة منذ صغره. فقد والده وهو صغير فأخذته أمه إلى مصر ودخل في كنف عمه، وفي جزيرة الروضة بالقاهرة على نهر النيل اعتزل الناس سبع سنين عاكفا على دراسة مذهب القبالة، وخرج من هذه الدراسة بفكر جديد لهذا المذهب بما يسمى بالقبالة الجديدة (القبالة في مرحلتها الثانية) أو القبالة اللوريانية نسبة إلى اسمه، فجعل «القبالة» مدخلا لعلم اللاهوت المعاصر ومدخلا للفلسفة وعلم النفس، وتكونت له آراء في خلق الإنسان وفيما يسمى بالفراغ الميتافيزيقى وكذلك في الحكمة الإلهية Theosophy التي هي في رأيه بمثابة الشرارة في الإنسان، وكلما تحرر الإنسان في رأيه من سجن الجسد كلما توهجت تلك الشرارة، واستعلى على قيود المادة وكثافتها، وحقق مستويات أعلى من الكشف والصفاء الروحى والمعرفة والإدراك المباشر الذي يسمى في المصطلح الفلسفى «الحدس» intuition، والحدس هو إدراك يلمع فجأة يبرهن على غيره ولايحتاج هو نفسه إلى برهان – أي أنه إدراك غير مسبوق بما يمهد له، وهو عند إسحاق لوريا إلهام أو وحى من عند الله.

درس لوريا «الآري» كتاب الزوهار وكتابات علماء الكابالا الأولين وكتابات عالم الكابالا موسى كوردافيرو (موسى القرطبي 1522-1570) الملقب «بالراماك» والذي كان من علماء الكابالا اللامعين في جيله وفي عصره.

## أثر المذهب اللورياني في الفلسفة والمذاهب
كان لمذهب لوريا الجديد في القبالة الأثر الواضح على فلسفة هيجل (1770 – 1831)، فناقش هيجل مذهب لوريا في القبالة في محاضراته بعنوان «التاريخ والفلسفة والدين»، كما كان لمذهب لوريا أيضا الأثر الواضح على سيجموند فرويد في اتجاهاته في مجال علم النفس والتحليل النفسي.. وأصبح أتباع مدرسة القبالة اللوريانية من متصوفين وفلاسفة يبحثون عن تطوير دائم للدلالات النفسية والفلسفية لمبادئ ورموز القبالة بمفهومها السابق على إسحاق لوريا مستخدمين منظومته الفكرية في النقد التحليلى.. فكانت النتيجة هي إثراء الدراسات المقارنة والحوار بين التصوف اليهودى والتقاليد الفلسفية والدينية للدين اليهودى والديانات والمذاهب الأخرى بما فيها الهندوسية والبوذية والأفلاطونية والغنوصية Gnosticism.
كما نشأ على أصول مذهب لوريا في القبالة بعض الجمعيات السرية منها الماسونية في مرحلتها الثانية (بدأت سنة 1770). ومن تلك الجمعيات السرية أيضا جمعيات تبحث في القوى الخفية فرارا صوفيا من الواقع المرير كالثيوصوفيا (رائدتها مدام بلافاتسكي)، فوجدوا في مذهب القبالة قديمه وحديثه ضالتهم، وانتشرت فنون السحر واستحضار الأرواح وقراءة الكف والعلاج بالخوارق، وانتشرت كتب السحر وقراءة الطالع وتأثر بها الكثير من اليهود وغيرهم.

## في صفد
في سنة 1570 عاد الآري إلى مدينة صفد. وبالرغم من صغر سنّه وهو بعدُ في ريعان شبابه كان يُدّرس ويلقن علم الكابالا. وفي مدة قصيرة أدرك الناس الذين كانوا يتلقون العلم على يده مُستوى عبقريته وحكمته وحدة ذكائه وقدرته على الإلمام بكافة مواضيع وشروحات علم الكابالا فدعي بلقب الرجل الحكيم من صفد إذ كان ذو معرفة واسعة وعميقة في علوم الحكمة الخفيّة والتي أخذت تظهر معرفتها أمام العامة، فأخذ الناس يأتون إليه طالبين العلم والمعرفة وهكذا ذاعت شهرته في العالم. وعلى مدار العام ونصف العام كان تلميذه خاييم فيتال يدّون جميع الأسئلة التي كانت تُطرح على الآري وكان يُدّون أجوبتها كما أجاب عليها الآري حرفيا

## آثاره
ترك عالم الكابالا الآري النظام الأساسي في البحث والدراسة في علم الكابالا والذي ما زال يستخدم في يومنا هذا. فمن يعض كتاباته ومدوناته الشهيرة التي تركها لنا كتاب «شجرة الحياة» - وكتاب «مداخل النوايا» - و«مراحل دورة النفس» والكثير أيضًا من النصوص والكتابات الأخرى. رحل الآري وكان ما يزال في أوجّ شبابه عن عمر يُناهز الثامنة والثلاثين سنة، وسُجلت جميع مؤلفاته ومدوناته حسب رغبته وطلبه في المحافظة عليها وعدم إظهارها للعامة قبل حلول الوقت المناسب لنشرها
لقد قدّم عظماء علم الكابالا نظرية خاصة للدراسة والبحث وقاموا على تعليمها بكافة تفاصيلها وبراعة إتقان أسلوبها ولكنهم علموا بأن أجيالهم لم تكن على مستوى الوعي الكافي والناضج لتقدير قيمة هذه المعرفة الثمينة وفهم مدى فعاليتها وقوتها ولهذا السبب كانوا يلجؤن إلى إخفائها عن العامة وأحيانًا كثيرة إلى إتلاف الكثير من المدونات والنصوص أيضًا، فإننا نعلم أنّ عالم الكابالا يهودا أشلاغ الملقب بصاحب السلم أحرق وأتلف القسم الكبير من مؤلفاته إذ أنّ هناك سرًا هامًا يكمُنُ في واقعية أنّ المعرفة دُونت على الورق ومن ثم أتلفت والسبب هو أنه كلما أُظهرَ من الحكمة لهذا العالم المادي له تأثير قاس ٍ وبالغ عليه وعلى مُستقبله وأنه في حال إظهار هذه الحكمة ثانيةً في زمان آخرعمل يُخفف من حدة وبلاغة تأثيرها السلبي على عالمنا هذا. فإنّ عالم الكابالا خاييم فيتال أمر بإخفاء ودفن جزء كبير من مُدونات وكتابات الآري، فقد أوثق جزء منها في يد إبنه والذي أعاد ترتيب هذه المدونات المشهورة تحت عنوان «البوابات الثمانية» وبعدها بفترة طويلة نقب حفيد خاييم فيتال بصحبة مجموعة من تلاميذه جزء آخر من كتابات ومدونات الآري التي كانت مدفونة سابقًا.

## الزوهار
شاعت دراسة كتاب الزوهار ضمن المجموعات الصغيرة بشكل مفتوح في أيام عالم الكابالا الآري وازدهرت وانتشرت المعرفة لمدة مئتي عام من رحيله. الحقبة التاريخية العظيمة لدراسة منشورات الزوهار كانت من عام 1750 وحتى نهاية القرن التاسع عشر حيث وُجدَ الكثير من الباحثين والمعلمين لعلم الكابالا في العالم وخاصة في بولندا وروسيا والمغرب والعراق واليمن والعديد من البلدان في العالم، ولكن بعد ذلك وفي بداية القرن العشرين بدأ اهتمام الناس يتضاءل للمعرفة حتى تلاشى هذا الاهتمام تماما
أما المرحلة الثالثة لنمو علم الكابالا كانت قد احتوت على نظرية إضافية على نظرية وأسلوب تعاليم الآري إذ كانت قد كُتبت في عصرنا نحن من قبل عالم الكابالا يهودا اشلاغ والذي ألف كتاب الشرح السُلميّ لكتاب الزوهار ولتعاليم الآري، فالنظرية التي وضعها كانت بأجزائها وتفاصيلها الدقيقة المناسبة والمتماشية مع النفوس المتواجدة في جيلنا نحن. ولد عالم الكابالا يهودا أشلاغ والمعروف بلقب صاحب السلم نسبة لتأليفه كتاب «الشرح السُلمي لكتاب الزوهار» في مدينة لوتز في بولندا، وتلقى معرفة القانون منذ شبابه وتخرج من كلية الحقوق وأبدع في مهنته في ممارسة المحاماة ومن ثم تابع طريقه في الدراسة والعمل إلى أن أصبح قاضيًا في مدينة وارسو. في عام 1921 هاجر من وارسو إلى فلسطين مع عائلته وبالرغم من عمله في مجال القانون كان يَدرس باحثًا في علم الكابالا وكتابات عالم الكابالا الآري وكان منكبًا على كتابة مبادئ وتفسيرات مواضيع الكابإلا قبل أن بدأ في كتابة شروحات كتاب الزوهار في عام 1943. بعد سنة واحدة من انتهائه من الكتابة لشروحات كتاب الزوهارفي عام 1953 توفي صاحب السلم ودفن في مدينة القدس.

## روابط خارجية
- إسحق لوريا على موقع الموسوعة البريطانية (الإنجليزية)
- إسحق لوريا على موقع إن إن دي بي (الإنجليزية)